# Mundur
Mundur, uniform – rodzaj jednolitego standaryzowanego ubioru używanego przez członków danej organizacji, stanowiący jednocześnie jej wyróżnik. Mundury (uniformy) noszone są przykładowo przez członków wojska, organizacji paramilitarnych, harcerskich, społecznych, służb mundurowych i medycznych, strażników, niektóre grupy zawodowe itp..